# Campeonato Africano de Ciclismo em Estrada
O Campeonato Africano de Ciclismo em Estrada é o campeonato africano de ciclismo de estrada para os países membros da Confederação Africana de Ciclismo, levando-se a cabo provas tanto masculinas como femininas e sendo para ciclistas elite e sub-23.
As primeiras edições não foram oficiais: disputou-se uma edição isolada masculina em estrada em 1995 e na segunda em 2001, também de maneira não oficial, se acrescentou a prova contrarrelógio masculina. Desde a criação dos Circuitos Continentais da UCI em 2005 as provas masculinas elite fazem parte do UCI Africa Tour, dentro da categoria CC; e nesse mesmo ano também se criaram as edições femininas. Os prêmios sub-23 (outorgados nos anos 2008-2010) não pontuaram, nem tinham a consideração de corridas oficiais, como é a mesma prova que a de sem limitação de idade mas tirando da classificação aos maiores de dita idade pelo que não é uma corrida independente.
Estão organizados pelo Centro Continental de Ciclismo Africano com sede em África do Sul.

## Sedes
As sedes destes campeonatos têm ido variando ao longo dos anos.
| 1995      | ?                  |                   |                   |
| 1996-2000 | Não se disputaram  | Não se disputaram | Não se disputaram |
| 2001      | África do Sul      |                   |                   |
| 2002-2004 | Não se disputaram  | Não se disputaram | Não se disputaram |
| 2005      | Bandeira do Egipto |                   |                   |
| 2006      | Port Louis         |                   |                   |
| 2007      | Casablanca         |                   |                   |
| 2008      | Iaundé             |                   |                   |
| 2009      | Windhoek           |                   |                   |
| 2010      | Kigali             |                   |                   |
| 2011      | Asmara             |                   |                   |
| 2012      | Uagadugu           |                   |                   |
| 2013      | Xarm el-Xeikh      |                   |                   |
| 2015      | Wartburg           |                   |                   |
| 2016      | Benslimane         |                   |                   |
| 2017      | Luxor              |                   |                   |
| 2018      | Kigali             |                   |                   |
| 2019      | Bahir Dar          |                   |                   |
| 2021      | Cairo              |                   |                   |

## Palmarés

### Competições masculinas
Em laranja: edição amistosa de exibição não oficial.

#### Ciclismo de estrada
| Edição    | Ouro                    | Prata                      | Bronze                      |
| --------- | ----------------------- | -------------------------- | --------------------------- |
| 1995      | Willy Engelbrecht       | ?                          | ?                           |
| 1996-2000 | Não se disputou         | Não se disputou            | Não se disputou             |
| 2001      | Jacques Fullard         | Douglas Ryder              | Ross Grant                  |
| 2002-2004 | Não se disputou         | Não se disputou            | Não se disputou             |
| 2005      | Rupert Rheeder          | Thomas Desvaux             | Mohamed Abdel Aziz          |
| 2006      | Darren Lill             | Daniel Spence              | Robert Hunter               |
| 2007      | Nicholas White          | Johann Rabie               | Jay Robert Thomson          |
| 2008      | Dan Craven              | Hassan Zahboune            | Abdelmalek Madani           |
| 2009      | Ian McLeod              | Jay Robert Thomson         | Erik Hoffmann               |
| 2010      | Daniel Teklehaymanot    | Meron Russom               | Dan Craven                  |
| 2011      | Natnael Berhane         | Tesfay Abrhaha Habtemariam | Reinardt Janse Van Rensburg |
| 2012      | Natnael Berhane         | Jay Robert Thomson         | Fregalsi Debesay            |
| 2013      | Tesfom Okubamariam      | Dan Craven                 | Merhawi Kudus               |
| 2014      | Não se disputou         | Não se disputou            | Não se disputou             |
| 2015      | Louis Meintjes          | Jay Robert Thomson         | Jacques Janse van Rensburg  |
| 2016      | Tesfom Okubamariam      | Youcef Reguigui            | Mekseb Debesay              |
| 2017      | Willie Smit             | Meron Abraham              | Ahmed Amine Galdoune        |
| 2018      | Amanuel Ghebreigzabhier | Metkel Eyob                | Azzedine Lagab              |
| 2019      | Mekseb Debesay          | Azzedine Lagab             | Youcef Reguigui             |
| 2020      | Não se disputou         | Não se disputou            | Não se disputou             |
| 2021      | Ryan Gibbons            | Nassim Saidi               | Youcef Reguigui             |

#### Contrarrelógio
Em laranja: edição amistosa de exibição não oficial.
| Edição    | Ouro                 | Prata                       | Bronze                      |
| --------- | -------------------- | --------------------------- | --------------------------- |
| 2001      | Simon Kessler        | Morne Bester                | Mohamed Abdel Fattah        |
| 2002-2004 | Não se disputou      | Não se disputou             | Não se disputou             |
| 2005      | Alex Pavlov          | Rafaâ Chtioui               | Rupert Rheeder              |
| 2006      | Robert Hunter        | Dan Craven                  | Daryl Impey                 |
| 2007      | Nicholas White       | Jay Robert Thomson          | Bereket Yemane              |
| 2008      | Jay Robert Thomson   | Nicholas White              | Dan Craven                  |
| 2009      | Jay Robert Thomson   | Reinardt Janse van Rensburg | Erik Hoffmann               |
| 2010      | Daniel Teklehaymanot | Reinardt Janse van Rensburg | Azzedine Lagab              |
| 2011      | Daniel Teklehaymanot | Louis Meintjes              | Reinardt Janse van Rensburg |
| 2012      | Daniel Teklehaimanot | Tsgabu Grmay                | Jay Robert Thomson          |
| 2013      | Daniel Teklehaimanot | Willie Smit                 | Johannes Christoffel Nel    |
| 2014      | Não se disputou      | Não se disputou             | Não se disputou             |
| 2015      | Tsgabu Grmay         | Daniel Teklehaimanot        | Reinardt Janse van Rensburg |
| 2016      | Mouhssine Lahsaini   | Tsgabu Grmay                | Daniel Teklehaimanot        |
| 2017      | Meron Teshome        | Stefan de Bod               | Awet Habtom                 |
| 2018      | Mekseb Debesay       | Jean Bosco Nsengimana       | Joseph Areruya              |
| 2019      | Stefan de Bod        | Sirak Tesfom                | Ryan Gibbons                |
| 2020      | Não se disputou      | Não se disputou             | Não se disputou             |
| 2021      | Ryan Gibbons         | Kent Main                   | Moise Mugisha               |

#### Contrarrelógio por equipas
| Edição | Ouro                                                                                                  | Prata                                                                                               | Bronze                                                                                     |
| ------ | --- | --------------------------------------------------------------------------------------------------- | ------------------------------------------------------------------------------------------ |
| 2009   | África do Sul · Reinardt Janse van Rensburg · Ian McLeod · Jay Robert Thomson · Christoff van Heerden | Namíbia · Jacques Celliers · Heinrich Koehne · Victor Krohne · Petrus Lotto                         | Líbia · Mohamed Ali Almabruk Abubregh · Faysal Shaban Alsharaa · Ahmed Youcef Belgasem     |
| 2010   | Eritreia · Fregalsi Debesay · Meron Russom · Tesfai Teklit · Daniel Teklehaymanot                     | África do Sul · Reinardt Janse Van Rensburg · Luthando Kaka · Jason Bakke                           | Etiópia · Msgena Kindeya · Sollomon Bittew Shiferaw · Goton Mebrahtu Biru                  |
| 2011   | Eritreia · Natnael Berhane · Fregalsi Debesay · Jani Tewelde Weldegaber · Daniel Teklehaymanot        | África do Sul · Reinardt Janse Van Rensburg · Herman Fouche · Louis Meintjes · Jacobus Venter       | Marrocos · Reda Aadel · Adil Jelloul · Mouhcine Lahsaini · Abdelati Saadoune               |
| 2012   | Eritreia · Natnael Berhane · Fregalsi Debesay · Daniel Teklehaimanot · Jani Tewelde Weldegabir        | Tunísia · Akkouche Said Ali · Rafaâ Chtioui · Maher Hasnaoui · Ahmed M'Raïhi                        | Argélia · Adel Barbari · Hichem Chaabane · Karim Hadjbouzit · Fayçal Hamza                 |
| 2013   | Eritreia · Natnael Berhane · Meron Russom · Daniel Teklehaimanot · Meron Teshome                      | Argélia · Adel Barbari · Hichem Chaabane · Azzedine Lagab · Abdelmalek Madani                       | África do Sul · Calvin Beneke · Shaun-Nick Bester · Johannes Nel · Ryan Gibbons            |
| 2014   | Não se disputou                                                                                       | Não se disputou                                                                                     | Não se disputou                                                                            |
| 2015   | Eritreia · Natnael Berhane · Mekseb Debesay · Merhawi Kudus · Daniel Teklehaimanot                    | África do Sul · Nicolas Dlamini · Reinardt Janse van Rensburg · Louis Meintjes · Jay Robert Thomson | Etiópia · Getachew Atsbha · Temesgen Buru · Kibrom Giday · Tsgabu Grmay                    |
| 2016   | Eritreia · Elias Afewerki · Mekseb Debesay · Amanuel Ghebreigzabhier · Tesfom Okubamariam             | Argélia · Abderrahmane Bechlagheme · Azzedine Lagab · Abderrahmane Mansouri · Nassim Saidi          | Marrocos · Mohmed Amine Errafai · Salah Eddine Mraouni · Mouhssine Lahsaini · Lahcen Saber |
| 2017   | Eritreia · Meron Abraham · Awet Habtom · Amanuel Ghebreigzabhier · Meron Teshome                      | Argélia · Abderrahmane Mansouri · Azzedine Lagab · Abdallah Benyoucef · Abdelkader Belmokhtar       | Ruanda · Joseph Areruya · Samuel Mugisha · Valens Ndayisenga · Jean Bosco Nsengimana       |
| 2018   | Eritreia · Mekseb Debesay · Amanuel Ghebreigzabhier · Metkel Eyob · Simon Musie                       | Ruanda · Adrien Niyonshuti · Valens Ndayisenga · Jean Bosco Nsengimana · Joseph Areruya             | Argélia · Azzedine Lagab · Youcef Reguigui · Abderrahmane Mansouri · Islão Mansouri        |
| 2019   | Eritreia · Yakob Debesay · Mekseb Debesay · Sirak Tesfom · Meron Teshome                              | Ruanda · Moise Mugisha · Jean Bosco Nsengimana · Jean Cloude Uwizeye · Valens Ndayisenga            | Etiópia · Fiseha Gebremariam · Tesfay Teklehaymanot · Temesgen Buru · Redwan Ebrahim       |
| 2020   | Não se disputou                                                                                       | Não se disputou                                                                                     | Não se disputou                                                                            |
| 2021   | África do Sul · Ryan Gibbons · Gustav Basson · Kent Mai · Jason Oosthuizen                            | Ruanda · Moise Mugisha · Jean Bosco Nsengimana · Jean Eric Habimana · Joseph Areruya                | Argélia · Azzedine Lagab · Youcef Reguigui · Nassim Saidi · Hamza Mansouri                 |

#### Ciclismo de estradasub-23
Em laranja: edição não oficial como não é uma corrida independente.
| Edição | Ouro                 | Prata                       | Bronze            |
| ------ | -------------------- | --------------------------- | ----------------- |
| 2008   | Hichem Chaabane      | Daniel Teklehaimanot        | Redouane Chabaane |
| 2009   | Petrus Lotto         | Reinardt Janse van Rensburg | Adrien Niyonshuti |
| 2010   | Daniel Teklehaimanot | Reinardt Janse van Rensburg | Natnael Berhane   |
| 2011   | Natnael Berhane      | Tesfay Abraha               | Youcef Reguigui   |
| 2012   | Natnael Berhane      | Hamza Merdj                 | Songezo Jim       |
| 2013   | Tesfom Okbamariam    | Merhawi Kudus               | Janvier Hadi      |
| 2015   | Jayde Julius         | Merhawi Kudus               | Temesgen Buru     |

#### Contrarrelógiosub-23
Em laranja: edição não oficial como não é uma corrida independente.
| Edição | Ouro                        | Prata                       | Bronze            |
| ------ | --------------------------- | --------------------------- | ----------------- |
| 2008   | Jay Robert Thomson          | Daniel Teklehaimanot        | Bereket Yemane    |
| 2009   | Reinardt Janse van Rensburg | Heiko Redecker              | Adrien Niyonshuti |
| 2010   | Daniel Teklehaymanot        | Reinardt Janse van Rensburg | Tsgabu Grmay      |
| 2011   | Louis Meintjes              | Reda Aadel                  | Fayçal Hamza      |
| 2012   | Tsgabu Grmay                | Adil Barbari                | Natnael Berhane   |
| 2013   | Willie Smit                 | Johannes Christoffel Nel    | Adil Barbari      |
| 2015   | Merhawi Kudus               | Valens Ndayisenga           | Adil Barbari      |

### Competições femininas

#### Ciclismo de estrada
| Edição | Ouro                  | Prata                 | Bronze                |
| ------ | --------------------- | --------------------- | --------------------- |
| 2005   | Anke Erlank           | Marissa van der Merwe | Chrissie Viljoen      |
| 2006   | Yolandi Du Toit       | Ronel Van Wyk         | Marissa van der Merwe |
| 2007   | Marissa van der Merwe | Lynette Burger        | Yolandi Du Toit       |
| 2008   | Cassandra Slingerland | Marissa van der Merwe | Aurélie Halbwachs     |
| 2009   | Lynette Burger        | Cherise Taylor        | Lizanne Naude         |
| 2010   | Lylanie Lauwrens      | Lise Olivier          | Aurélie Halbwachs     |
| 2011   | Ashleigh Moolman      | Cherise Taylor        | Aurélie Halbwachs     |
| 2012   | Ashleigh Moolman      | An-Li Pretorius       | Lise Olivier          |
| 2013   | Ashleigh Moolman      | Lado Adrian           | Wehazit Kidane        |
| 2014   | Não se disputou       | Não se disputou       | Não se disputou       |
| 2015   | Ashleigh Moolman      | Lise Olivier          | Hadnet Kidane         |
| 2016   | Vera Adrian           | An-li Kachelhoffer    | Kimberley Le Court    |
| 2017   | Aurélie Halbwachs     | Kimberley Le Court    | Charlene Roux         |
| 2018   | Bisrat Ghebremeskel   | Tsega Beyene          | Mossana Debesay       |
| 2019   | Mossana Debesay       | Eyeru Tesfoam Gebru   | Joanna van de Winkel  |
| 2020   | Não se disputou       | Não se disputou       | Não se disputou       |
| 2021   | Carla Oberholzer      | Hayley Preen          | Vera Looser           |

#### Contrarrelógio
| Edição | Ouro                  | Prata                      | Bronze              |
| ------ | --------------------- | -------------------------- | ------------------- |
| 2005   | Anke Erlank           | Dianne Emery               | Chrissie Viljoen    |
| 2006   | Aurélie Halbwachs     | Ronel Van Wyk              | Linda Davidson      |
| 2007   | Lynette Burger        | Yolandi Du Toit            | Aurélie Halbwachs   |
| 2008   | Cassandra Slingerland | Marissa van der Merwe      | Aurélie Halbwachs   |
| 2009   | Cassandra Slingerland | Lynette Burger             | Aurélie Halbwachs   |
| 2010   | Lylanie Lauwrens      | Aurélie Halbwachs          | Lizanne Naude       |
| 2011   | Cherise Taylor        | Ashleigh Moolman           | Aurélie Halbwachs   |
| 2012   | Ashleigh Moolman      | An-Li Pretorius            | Vera Adrian         |
| 2013   | Ashleigh Moolman      | Wehazit Kidane             | Vera Adrian         |
| 2014   | Não se disputou       | Não se disputou            | Não se disputou     |
| 2015   | Ashleigh Moolman      | Heidi Dalton               | Aurélie Halbwachs   |
| 2016   | Vera Adrian           | Jeanne d'Arc Girubuntu     | Samantha Sanders    |
| 2017   | Aurélie Halbwachs     | Mossana Debesay            | Juanita Venter      |
| 2018   | Mossana Debesay       | Selam Ahama Gerefiel       | Eyeru Tesfoam Gebru |
| 2019   | Selam Ahama Gerefiel  | Eyeru Tesfoam Gebru        | Desiet Kidane       |
| 2020   | Não se disputou       | Não se disputou            | Não se disputou     |
| 2021   | Carla Oberholzer      | Frances Janse Van Rensburg | Vera Looser         |

#### Contrarrelógio por equipas
| Edição | Ouro                                                                                             | Prata                                                                                       | Bronze                                                                                             |
| ------ | ------------------------------------------------------------------------------------------------ | ------------------------------------------------------------------------------------------- | -------------------------------------------------------------------------------------------------- |
| 2013   | Eritreia · Tsehainesh Fitsum · Yorsalem Ghebru · Wehazit Kidane · Senayt Mengsteab               | Nigéria · Tombrapa Gripka · Rosemary Marcus · Glory Odiase                                  | Etiópia · Meseret Hagos · Selam Hagos · Eyerusalem Kelil · Hadnet Kidane                           |
| 2014   | Não se disputou                                                                                  | Não se disputou                                                                             | Não se disputou                                                                                    |
| 2015   | África do Sul · Heidi Dalton · Ashleigh Moolman · An-Li Pretorius · Lise Olivier                 | Namíbia · Lado Adrian · Irene Steyn · Michelle Vorster                                      | Eritreia · Yohana Dawit · Tsehainesh Fitsum · Mossana Debesai · Wehazit Kidane                     |
| 2016   | África do Sul · An-li Kachelhoffer · Lise Olivier · Samantha Sanders · Anriette Schoeman         | Etiópia · Mhirte Asgele · Eden Bekele · Tsega Beyene · Eyaru Tesfoam                        | Eritreia · Yohana Dawit · Mossana Debesai · Wogahta Ghebrehiwet · Wehazit Kidane                   |
| 2017   | Eritreia · Wehazit Kidane · Mossana Debesay · Bisrat Ghebremeskel · Wegaheta Gebrihiwt           | Etiópia · Selam Ahama Gerefiel · Tsega Beyene · Birhan Fkadu Abrha · Eyeru Tesfoam Gebru    | Egito · Zayed Ahmed Ebtisam · Menatalla Essam · Donia Mohamed Rashwan · Fatma Hagrus               |
| 2018   | Etiópia · Eyeru Tesfoam Gebru · Selam Ahama Gerefiel · Tsega Beyene · Eyerusalem Kelil           | Eritreia · Mossana Debesay · Wehazit Kidane · Tighisti Ghebrihiwet · Bisrat Ghebremeskel    | Ruanda · Jeanne d'Arc Girubuntu · Beatha Ingabire · Mangifique Manizabayo · Jacqueline Tuyishimire |
| 2019   | Etiópia · Eyeru Haftu Reda · Eyeru Tesfoam Gebru · Selam Ahama Gerefiel · Tsega Beyene           | Eritreia · Zinab Fitsum · Tighisti Ghebrihiwet · Mossana Debesay · Desiet Kidane            | África do Sul · Carla Oberholzer · Zanri Rossouw · Liezel Jordaan                                  |
| 2020   | Não se disputou                                                                                  | Não se disputou                                                                             | Não se disputou                                                                                    |
| 2021   | África do Sul · Hayley Preen · Frances Janse Van Rensburg · Carla Oberholzer · Maroesjka Matthee | Ruanda · Diane Ingabire · Valentine Nzayisenga · Jacqueline Tuyishimire · Josiane Mukashema | Eritreia · Selam Amha · Serkalen Taye Watango · Miheret Asegele Gebreyewhans                       |

### Competições mistas

#### Relevos mistos
| Edição | Ouro          | Prata  | Bronze  |
| ------ | ------------- | ------ | ------- |
| 2021   | África do Sul | Ruanda | Etiópia |

## Medalheiro histórico
- Atualizado desde 2005 até O Cairo 2021 (incluem-se todas as competições de estrada, contrarrelógio e contrarrelógio por equipas, tanto elite masculina, como elite feminina).

| 1  | África do Sul   | 39 | 34 | 21 | 94 |
| 2  | Eritreia        | 25 | 10 | 8  | 43 |
| 3  | Namíbia         | 4  | 5  | 9  | 18 |
| 4  | Etiópia         | 3  | 7  | 6  | 16 |
| 5  | Ilhas Maurícias | 3  | 3  | 8  | 14 |
| 6  | Argélia         | 1  | 5  | 8  | 14 |
| 7  | Marrocos        | 1  | 0  | 3  | 4  |
| 8  | Ruanda          | 0  | 9  | 4  | 13 |
| 9  | Egito           | 0  | 1  | 3  | 4  |
| 10 | Nigéria         | 0  | 1  | 0  | 1  |
| 11 | Tunísia         | 0  | 1  | 0  | 1  |
| 12 | Líbia           | 0  | 0  | 1  | 1  |
| 13 | Zimbabwe        | 0  | 0  | 1  | 1  |